# Marc Blume
Marc Blume, född den 28 december 1973, är en tysk före detta friidrottare som tävlade i kortdistanslöpning.
Blumes främsta merit inom friidrotten var att han 1996 blev europamästare inomhus på 60 meter. Han var även i final på 60 meter vid inomhus-VM 1995 men då slutade han på en femte plats.
På 100 meter deltog han både vid Olympiska sommarspelen 2000 samt vid två VM men nådde aldrig någon final. Han var däremot med i det tyska stafettlaget över 4 x 100 meter som blev bronsmedaljörer vid EM 2002 i München.

## Personliga rekord
- 60 meter - 6,54
- 100 meter - 10,13